# Пушкари (Новгород-Северский район)
Пушкари (укр. Пушкарі) — село в Новгород-Северском районе Черниговской области Украины. Население — 376 человек. Занимает площадь 1,28 км².
Почтовый индекс: 16022. Телефонный код: +380 4658.

## Достопримечательности
Близ села, на правом берегу реки Десны, в урочище Песочный Ров находится городище, укреплённое валом и рвом. Культурный слой поселения содержит отложения роменской культуры и древнерусского (XI—XIII вв.) времени. Рядом находится неукреплённое селище.
В начале XI века гибнет поселение роменской культуры у села Пушкари. У села Пушкари (в 18—20 км к северу от Новгород-Северского) находятся позднепалеолитические памятники Пушкари I, Погон, Бугорок.

## Власть
Орган местного самоуправления — Ковпинский сельский совет. Почтовый адрес: 16022, Черниговская обл., Новгород-Северский р-н, с. Ковпинка, ул. Ленина, 20.